# Edward Gargan
Pour les articles homonymes, voir Gargan.
Edward Gargan, né le 17 juillet 1902 à New York (arrondissement de Brooklyn), ville où il est mort le 19 février 1964, est un acteur américain (parfois crédité Ed Gargan).

## Biographie

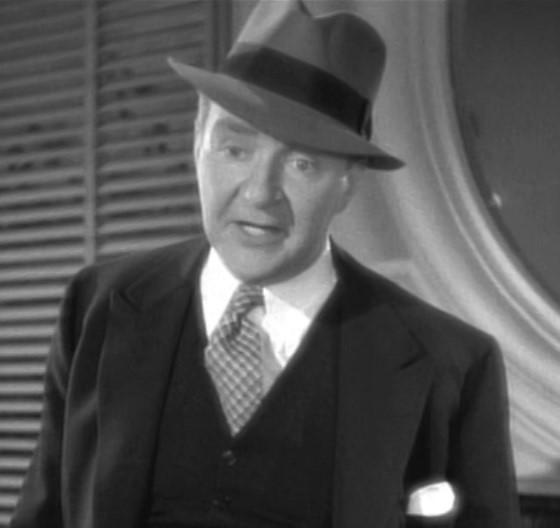
Dans Mon homme Godfrey (1936)

Edward Gargan entame sa carrière d'acteur au théâtre et joue notamment à Broadway (New York), où il débute dans une pièce en 1926. Suit une comédie musicale (1927), et enfin la revue Face the Music d'Irving Berlin et Moss Hart (1932, avec Mary Boland et Oscar Polk).
Second rôle de caractère au cinéma (souvent comme policier ou détective), parfois non crédité, il contribue à plus de trois-cents films américains, le premier étant Tarnished Lady de George Cukor (1931, avec Tallulah Bankhead et Clive Brook). Ses cinq derniers sortent en 1951, dont Bedtime for Bonzo de Frederick De Cordova (avec Ronald Reagan et Diana Lynn).
Entretemps, mentionnons Ce n'est pas un péché de Leo McCarey (1934, avec Mae West et Roger Pryor), Brumes d'Howard Hawks (1936, avec James Cagney et Pat O'Brien), Fantômes déchaînés d'Alfred L. Werker (1942, avec Laurel et Hardy) et Cinderella Jones de Busby Berkeley (1946, avec Joan Leslie et Robert Alda).
Edward Gargan apparaît également à la télévision américaine dans cinq séries entre 1949 et 1955, après quoi il se retire.
Il est le frère aîné de l'acteur William Gargan (1905-1979).

## Théâtre à Broadway (intégrale)
- 1926 : Black Boy, pièce de Jim Tully et Frank Mitchell Dazey, mise en scène de David Burton : Whitey
- 1927 : Polly of Hollywood, comédie musicale, musique, lyrics et livret de William Morrissey et Edmund Joseph : un joueur
- 1932 : Face the Music, revue, musique et lyrics d'Irving Berlin, livret de Moss Hart, mise en scène de George S. Kaufman : M. O'Rourke

## Filmographie partielle

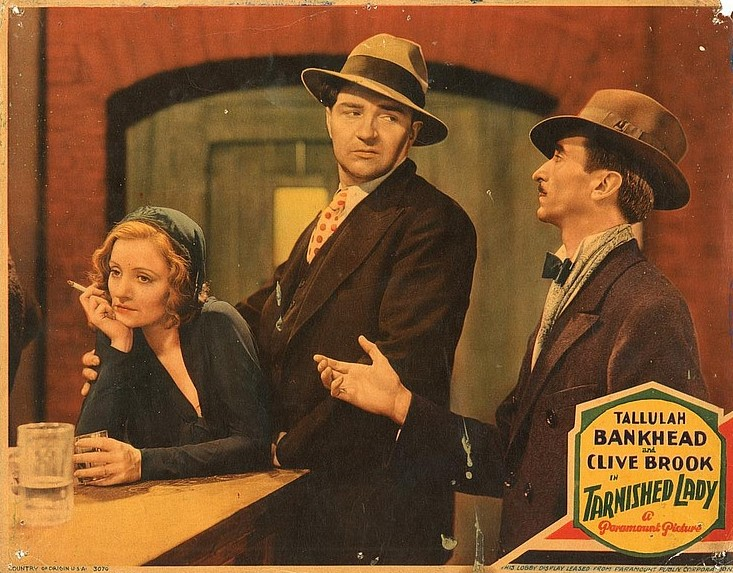
Tarnished Lady (1931, poster promotionnel), avec Tallulah Bankhead, Edward Gargan et Osgood Perkins (de g. à d.)

- 1931 : The Girl Habit d'Edward F. Cline : le détective
- 1931 : Tarnished Lady de George Cukor : Al
- 1933 : La Lune à trois coins (Three Cornered Moon) d'Elliott Nugent : Mike, le propriétaire
- 1933 : Mademoiselle Volcan (Bombshell) de Victor Fleming : le deuxième agent d'immigration
- 1933 : The Girl in 419 d'Alexander Hall et George Somnes (en)
- 1933 : Mary Stevens, M.D. de Lloyd Bacon : le policier « Captain »
- 1933 : Deux Femmes (Pilgrimage) de John Ford : le journaliste Marty
- 1934 : Ce n'est pas un péché (Belle of the Nineties) de Leo McCarey : Stogie
- 1934 : Les Amants fugitifs (Fugitive Lovers) de Richard Boleslawski : un policier
- 1934 : L'Ombre du passé (Registered Nurse) de Robert Florey
- 1934 : Résurrection (We Live Again) de Rouben Mamoulian : un assistant du directeur de la prison
- 1935 : Ville sans loi (Barbary Coast) d'Howard Hawks : Bill
- 1935 : Aller et Retour (The Gilded Lady) de Wesley Ruggles : un garde du métro
- 1935 : Je veux me marier (The Bride Comes Home) de Wesley Ruggles : le chauffeur de taxi
- 1935 : Roses de sang (So Red the Rose) de King Vidor : un cavalier
- 1935 : Les Joies de la famille (Man on the Flying Trapeze) de Clyde Bruckman : le premier policier motorisé
- 1935 : Jeux de mains (Hands Across the Table) de Mitchell Leisen : Pinky Kelly
- 1936 : Brumes (Ceiling Zero) d'Howard Hawks : « Doc » Wilson
- 1936 : Dangerous Waters de Lambert Hillyer
- 1936 : Transatlantic Follies (Anything Goes) de Lewis Milestone : le détective
- 1936 : Mon homme Godfrey (My Man Godfrey) de Gregory La Cava : le premier détective
- 1936 : L'Extravagant Mr. Deeds (Mr. Deeds Goes to Town) de Frank Capra : un garde du corps
- 1937 : La Furie de l'or noir (High, Wide and Handsome) de Rouben Mamoulian : le contremaître
- 1937 : La Révolte (San Quentin) de Lloyd Bacon : « Captain »
- 1938 : Amanda (Carefree) de Mark Sandrich : un policier
- 1938 : Cinq Jeunes Filles endiablées (Spring Madness) de S. Sylvan Simon : Jim
- 1938 : Un cheval sur les bras (Straight, Place and Show) de David Butler : détective Globe
- 1938 : L'Impossible Monsieur Bébé (Bringing Up Baby) d'Howard Hawks : un cadre du zoo
- 1938 : L'École du crime (Crime School) de Lewis Seiler
- 1938 : La Coqueluche de Paris (The Rage of Paris) d'Henry Koster : un camionneur
- 1938 : Le Mystérieux Docteur Clitterhouse (The Amazing Dr. Clitterhouse) d'Anatole Litvak : un sergent de police
- 1938 : Thanks for the Memory de George Archainbaud
- 1938 : La Ruée sauvage (The Texans) de James Patrick Hogan : Sergent Grady
- 1939 : Lucky Night de Norman Taurog : un policier
- 1939 : They All Come Out de Jacques Tourneur : George Jacklin « Bugs »
- 1939 : Honolulu d'Edward Buzzell : le deuxième détective
- 1939 : Le Printemps de la vie (Yes, My Darling Daughter) de William Keighley : un policier
- 1939 : Pack Up Your Troubles de H. Bruce Humberstone : Sentry
- 1939 : Nick joue et gagne (Another Thin Man) de W. S. Van Dyke : le détective Quinn
- 1939 : A Child Is Born de Lloyd Bacon : le policier Riley
- 1940 : Ville conquise (City for Conquest) d'Anatole Litvak : le contremaître Joe
- 1940 : Three Cheers for the Irish de Lloyd Bacon : le policier O'Brien
- 1940 : Le docteur se marie (The Doctor Takes a Wife) d'Alexander Hall : George
- 1940 : Rendez-vous à minuit (It All Came True) de Lewis Seiler : un sergent de police
- 1940 : Le Grand Passage (Northwest Passage) de King Vidor : Capitaine Butterfield
- 1940 : Les Bas-fonds de Chicago (Queen of the Mob) de James Patrick Hogan : un garde de la banque
- 1940 : Wolf of New York de William C. McGann
- 1940 : La Femme aux brillants (Adventures in Diamonds) de George Fitzmaurice : Lou
- 1940 : En route vers Singapour (Road to Singapore) de Victor Schertzinger : le marin Bill
- 1941 : Here Comes Happiness de Noel M. Smith : Joe
- 1941 : Niagara Falls de Gordon Douglas
- 1941 : Tillie the Toiler de Sidney Salkow : un policier
- 1941 : The Night of January 16th de William Clemens
- 1942 : La Blonde de mes rêves (My Favorite Blonde) de Sidney Lanfield : Mulrooney
- 1942 : Embrassons la mariée (They All Kissed the Bride) d'Alexander Hall : un détective privé
- 1942 : Le meurtrier s'est échappé (Fly-by-Night) de Robert Siodmak : l'officier Charlie Prescott
- 1942 : Mademoiselle Palmer et son psychiatre (Lady in a Jam) de Gregory La Cava : le shérif-adjoint
- 1942 : Fantômes déchaînés (A-Haunting We Will Go) d'Alfred L. Werker : le lieutenant de police Foster
- 1942 : Flying with Music de George Archainbaud : Joe
- 1942 : Ma sœur est capricieuse (My Sister Eileen) d'Alexander Hall : le policier Murphy
- 1943 : La Ruée sanglante (In Old Oklahoma) d'Albert S. Rogell : le serveur Kelsey
- 1943 : Le Faucon pris au piège (The Falcon Strikes Back) d'Edward Dmytryk
- 1943 : The West Side Kid de George Sherman
- 1944 : San Diego I Love You de Reginald Le Borg : un policier
- 1944 : Tendre Symphonie (Music for Millions) d'Henry Koster : un détective
- 1945 : Le Joyeux Phénomène (Wonder Man) de H. Bruce Humberstone : le policier dans le parc
- 1945 : Laurel et Hardy toréadors (The Bullfighters) de Malcolm St. Clair : Vasso
- 1945 : La Princesse et le Groom (Her Highness and the Bellboy) de Richard Thorpe : le premier policier
- 1945 : Broadway en folie (Diamond Horseshoe) de George Seaton : le machiniste Grogan
- 1945 : Désir de femme (Guest Wife) de Sam Wood : un serveur
- 1945 : L'introuvable rentre chez lui (The Thin Man Goes Home) de Richard Thorpe : Mickey Finnegan
- 1946 : Cinderella Jones de Busby Berkeley : Riley
- 1947 : La Pièce maudite (The Brasher Doubloon) de John Brahm : un camionneur
- 1947 : C'est arrivé dans la Cinquième Avenue (It Happened on Fifth Avenue) de Roy Del Ruth : un policier dans le parc
- 1948 : Bagarre pour une blonde (Scudda Hoo! Scudda Hay!) de F. Hugh Herbert : Ted
- 1948 : Adventures of Gallant Bess de Lew Landers
- 1948 : L'Extravagante Mlle Dee (You Gotta Stay Happy) de H. C. Potter : un détective
- 1948 : Daredevils of the Clouds de George Blair
- 1949 : Monsieur Joe (Mighty Joe Young) d'Ernest B. Schoedsack : un patron de bar
- 1950 : La Pêche au trésor (Love Happy) de David Miller : le policier arrêtant Harpo
- 1950 : Le Kid du Texas (The Kid from Texas) de Kurt Neumann : le forgeron
- 1951 : Bedtime for Bonzo de Frederick de Cordova : le policier Bill